# Tessalònica
|  | Per a altres significats, vegeu «Tessalònica (desambiguació)». |

Tessalònica o Tessalonica (grec: Θεσσαλονίκη Thessaloníki; en grec antic Θεσσαλονίκη Thessalonī́kē; en llatí Thessălŏnīca), dita també Salònica o Salonica; o, en català medieval, Salonic, és una ciutat de Grècia, capital de la regió de Macedònia central i cap del nomós de Tessalònica. Té una població (inclosos els afores) d'1.104.460 habitants i és situada al centre del golf Termaic, prop de la desembocadura de l'Àxios. És el primer centre industrial de Grècia, i té un port important, obert el 1901. Té universitat, és seu d'un arquebisbe. L'aeroport es troba a la rodalia de la ciutat i és de categoria internacional. Al punt més alt hi ha la ciutadella d'Heptapurgion.

## Nom
La ciutat va ser anomenada Tessalònica per Cassandre en el moment de la seva fundació (315 aC), i li va imposar el nom de la seva esposa Tessalònica de Macedònia, en una pràctica habitual entre els reis macedònics de fundar ciutats amb el nom de la seva esposa, semblantment a Laodicea per Laòdice, esposa d'Antíoc Teos, i a Apamea per Apama, esposa de Seleuc Nicàtor. Thessalonike està format pels mots Θεσσαλός, Thessalós 'tessali' i Νίκη, Níke 'Victòria', i fa referència a la batalla del Camp Crocosen del 353 aC. El pare, Filip II, el posà a la seva filla per commemorar la seva victòria sobre focidis i atenesos a la Tercera Guerra Sagradaen en aliança amb els tessalis.
Tot i que és una de les comptades ciutats de Grècia que ha retengut el seu nom clàssic al llarg de tota la història, a l'edat mitjana el nom s'erosionà i esdevengué Salònica, documentat per primera vegada en àrab el segle xii en Al-Idrissí com a Sālūnīk (سَالُونِيك) i, en grec, el segle xiv a la Crònica de Morea (Σαλονίκη, Saloníki). En català medieval era coneguda com a Salonic, i així en tantes altres llengües (búlgar: Солун, Solun; turc: Selanik / سلانیك; en judeocastellà, llengua majoritària a la ciutat durant diversos segles, Saloniko / סאלוניקו).
A la incorporació de la ciutat a l'Estat Grec, la ciutat recuperà oficialment la forma antiga, Tessalònica, seguint el criteri d'hel·lenització toponímica per reimplantar les formes clàssiques en la toponímia del país.

## Història
La ciutat de Terme ja s'esmenta durant la invasió persa de Xerxes, que es va aturar en aquesta ciutat, i les forces de terra van acampar entre Terme i el riu Axiós, mentre els vaixells romanien al golf Termaic (480 aC).
El 421 aC la ciutat fou ocupada pels atenencs, però dos anys després fou cedida a Perdicas. Uns anys després, vers els inicis del segle iv, fou ocupada pel rei espartà Pausànias. No s'esmenta després fins que ho fa Polibi amb el seu nou nom de Tessalònica.
Tessalònica fou fundada (segons Estrabó) per Cassandre el 315 aC (el mateix any que va fundar la ciutat de Cassàndria) al lloc (o pròxima) de l'antiga Terme, al districte anomenat Mygdònia o Migdònia, i li va donar el nom de la seva muller Tessalònica, germana d'Alexandre el Gran. Una altra versió (recollida per Constantí Porfirogènit) diu que la fundà Filip, el pare d'Alexandre, per commemorar una victòria sobre els tessalis; i una tercera versió diu que fou fundada per Filip, però que li va donar el nom de la seva filla. La ciutat fou poblada amb la gent de Terme i de tres ciutats més petites de la rodalia (Anèia, Cissos i Calastra). No consta que Terme hagués estat destruïda, i no se sap tampoc si va perdre immediatament la condició de ciutat en favor de la nova o van restar-ne ambdues, o bé si fou més aviat un reanomenament.
Aviat va esdevenir un port militar i la ciutat es va fer més gran. Es va rendir als romans després de la Batalla de Pidna i va esdevenir capital d'un dels quatre districtes de Macedònia (el segon). Quan Macedònia fou convertida en província romana, Tessalònica va esdevenir capital provincial, tot i que fins més tard no fou esmentada com a metròpoli. Ciceró es va refugiar a la ciutat, a la casa del qüestor romà, durant el seu exili. En la Primera Guerra Civil fou el quarter general del partit pompeià i del senat. En la Segona Guerra Civil va prendre partit per Octavi August i Marc Antoni i va obtenir la condició de ciutat lliure. S'hi han trobat algunes monedes amb la inscripció Eleutherias, que deu fer referència a aquest fet.
Durant l'imperi va continuar creixent i va esdevenir encara més important per la seva situació estratègica i d'enllaç entre Roma i les províncies orientals. Fou el lloc de sortida de l'anomenada Via Egnàcia entre la mar Adriàtica i l'Hel·lespont i estava a uns 50 km de Pella i a uns 100 km d'Amfípolis. La ciutat fou governada per sis magistrats que es deien politarques. El sistema polític n'era la democràcia. Al segle iii va esdevenir colònia romana.
Sota els emperadors orientals va conservar la seva importància i fou de fet la capital de Grècia i Il·líria. Va ser una posició essencial per a fer front als atacs dels gots (que van hostigar la ciutat el 252, 262 i 269) i d'altres pobles. El port fou ampliat suposadament per Constantí, que va passar allí un temps després d'una victòria sobre els sarmates. Després, el 390 es va revoltar contra Teodosi, que en represàlia va ordenar una matança. Va començar-ne llavors una certa decadència, que es va accentuar amb els atacs d'huns, àvars i sobretot eslaus; els atacs dels búlgars i altres eslaus van afectar la regió des de la meitat del segle vi fins al segle viii (foren les sis guerres anomenades guerres eslavòniques).
El 29 de juliol del 904 fou ocupada pels àrabs, que havien enviat una flota des de Trípoli del Líban, després de pocs dies de lluita. Uns 22.000 ciutadans foren fets presoners i venuts com a esclaus. Llavors devia tenir una població d'uns dos-cents mil habitants.
El 1185 fou capturada pels normands de Sicília dirigits per Tancred d'Hauteville, que havien desembarcat al Peloponnès i van avançar cap al nord per la Via Egnàcia, en direcció a Dirràquion i Tessalònica. La ciutat fou capturada el 15 d'agost del 1185 i els grecs foren tractats bàrbarament pels conquistadors, segons descriu Nicetes Coniata i l'arquebisbe de la ciutat, Eustaci. Els normands no van romandre a la ciutat.
Després del 1204 fou atribuïda a Bonifaci I de Montferrat com a Regne de Tessalònica junt amb tota la Macedònia romana d'Orient i la Tessàlia. Bonifaci, però, era feudatari pel seu regne de l'emperador llatí i al seu torn va repartir feus als barons llatins. Bonifaci va morir el 1207 i li va succeir el seu fill Demetri sota regència de la seva mare, Maria d'Hongria, fins que el 1224 el regne fou conquerit pel dèspota romà d'Orient de l'Epir Teodor Àngel Comnè, que va crear un nou Regne de Tessalònica, que van regir el seu germà Manuel I (1230-1241) i els seus fills Joan I (aquest va acceptar la sobirania de l'emperador de Nicea) i Demetri I. El 1246 va passar a l'emperador de Nicea Joan III Ducas Vatatzes. L'Imperi Romà d'Orient fou restaurat el 1261 en la persona de Miquel VIII Paleòleg. En aquest període fou anomenada Salonichi o Saloniki pels italians (llatí: Salonicia) i Salnek pels germans, però el nom tradicional se'n va mantenir.
Els almogàvers van ser a la ciutat l'estiu del 1307 fins a la primavera del 1309. Van atacar el monestir d'Atos per apoderar-se'n de les riqueses, però el sobirà de la Corona d'Aragó i comte de Barcelona Jaume el Just va fer gestions amb Bernat de Rocafort i va aconseguir que es respectessin els monestirs. El setge de la ciutat (1309) fou alçat i els catalans es van retirar cap a Tessàlia. Durant el segle xiv els serbis es van apoderar de Macedònia i vers la meitat del segle la ciutat va quedar com un enclavament romà d'Orient comunicat amb Constantinoble només per mar.
El 1380 la ciutat fou saquejada pels otomans, que la van anomenar Selanik, i el 1387 els otomans la van tornar a prendre i s'hi van establir. La van abandonar més tard i va retornar als romans d'Orient, però altre cop fou ocupada per Baiazet el 1394 fins a la batalla d'Ankara el 1402, en què, mort Baiazet I, el seu fill Suleyman I la va retornar als romans d'Orient el 1403. Andrònic Paleòleg, governador de la ciutat (que llavors tenia 40.000 habitants), la va vendre als venecians (1423), cessió reconeguda pels otomans el 1428, però finalment els otomans la van ocupar el 1429 o 1430 i s'hi van establir definitivament. Aquests fets són explicats per Joan Anagnostes, que diu que set mil persones foren fetes presoneres pels turcs (entre les quals ell mateix). Sota els turcs la ciutat va decaure encara més i la població fou substituïda progressivament per turcs i jueus (encara hi resta una important colònia sefardita). El 1487 tenia uns 10.000 habitants i posteriorment fluctuava entre 18.000 i 30.000. Al segle xviii potser va arribar a 60.000 o 70.000, encara que Evliya Çelebi considera que un segle abans (quan la va visitar) eren més de 150.000 (però no té el suport d'altres fonts). Al segle xviii uns 30.000 dels seus habitants eren turcs. Els jueus n'eren un nombre considerable i al segle xvii hi va haver un moviment messiànic dirigit per Sabbatai Sevi (1626-1676) que pretenia ser el Messies, i va tenir suport en diverses comunitats jueves de la Mediterrània oriental i Europa oriental; Sabbatai fou enviat pels otomans en residència forçada a Gal·lípoli el 1666, però després de diverses pressions se'l va portar a la cort d'Edirne, on se li va donar l'opció de convertir-se a l'islam o ser executat; s'hi va convertir i una part dels seus seguidors van fer el mateix.
La supressió dels geníssers el 1826 va tenir molta repercussió en la ciutat. Des de llavors es van deixar de fabricar teles de llana pels artesans jueus i la població es va empobrir. Durant el segle xix els jueus van intentar nous negocis com el tabac i després els cigarrets. A l'inici del segle xx era el centre del Comitè Unió i Progrés, on el nucli principal el formaven oficials frustrats per la manera com es portava la guerra contra els rebels macedonis que el 1903 havien arribat a atacar edificis a la mateixa Salònica. Mustafà Kemal era nadiu de Salònica i va anar a la ciutat des de Síria; fundà una branca de l'Othmanli Hurriyet Jemiyyeti que va tenir un paper clau en la restauració de la constitució el 1908. Amb la Primera Guerra balcànica (1912-1913) els grecs i serbis van entrar a Macedònia i els primers van ocupar Salònica el 8 de novembre de 1912. La pau de Bucarest del 10 d'agost de 1913 la va assignar a Grècia (tot i que els jueus s'oposaven a aquest canvi de sobirania) i fou confirmat el 1914.
Després del gran incendi de 1917 la ciutat fou reconstruïda i cada cop fou una ciutat més grega. Molts grecs d'Anatòlia s'hi van establir en l'intercanvi de poblacions després de les guerres.

### Religió
La ciutat fou aviat poblada per alguns jueus després de la seva refundació per Cassandre el 315 aC i formaven una bona part de la població al segle i. Fou sant Pau qui hi va predicar el cristianisme i, de fet, el text cristià més antic conegut és la primera carta de sant Pau als fidels de Tessalònica, datada a l'hivern de l'any 50 o 51 dC. Teodosi fou batejat pel bisbe de la ciutat. Al segle vii encara s'esmenta la comunitat jueva quan ja la població era cristiana i era seu patriarcal. El patró local és des de llavors sant Demetri de Tessalònica. Es torna a fer esment dels jueus en segles posteriors. Eustatios n'era arquebisbe el 1185 i la llista d'arquebisbes llatins del 1205 al 1408 fou recopilada per Le Quien en Ofriens Christianus. Simó de Tessalònica, un mestre de ritu ortodox, va morir a la ciutat el 1429. De la ciutat era natural Teodor de Gaza, que va fugir el 1429 vers Itàlia.
Al segle xv molts dels jueus expulsats de Castella i Aragó s'hi van establir. Alguns càlculs indiquen que eren uns trenta mil amb 22 sinagogues, però possiblement foren només la meitat. Una comunitat sefardita hi va viure molts anys, però fou delmada pels nazis i després del 1945 una bona part va emigrar a Israel.

### Edificis i monuments

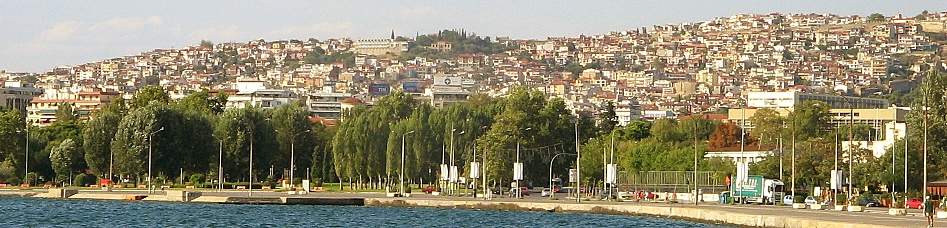
Panoràmica de l'Ano Poli (ciutat vella) de Tessalònica

Resten dos arcs connectats amb la Via Egnàcia i restes d'aquesta via romana. A la part oest hi ha la porta anomenada Vardár, que es diu així per estar a la riba del Vardár o Axiós, un arc que potser fou erigit en honor d'Octavi i Antoni. L'arc conté el nom dels politarques de la ciutat. Un altre arc més a l'est es creu que commemora la victòria de Constantí sobre Licini o sobre els sarmates. Entre els dos arcs hi ha quatre columnes corínties damunt les quals hi ha les Cariàtides, i són les restes de la casa d'un jueu que els sefardites anomenen Las Incantadas i els turcs Sureth-Maleh.
Una antiga mesquita coneguda com la Rotunda fou abans un temple cristià (Eski-Metròpoli) i abans un temple construït de forma similar al Panteó de Roma. Una altra mesquita es diu Eskí-Djumà i es creu que abans fou un temple dedicat a Venus.
En queden restes de les muralles, una part de les quals foren portades a Constantinoble el 1430. Una de les torres (la torre de l'Estàtua) té una figura colossal de Tessalònica.
Hi ha també un castell en part grec i en part venecià. Algunes restes antigues al castell semblen ser l'antic temple d'Hèrcules, amb un arc triomfal erigit en temps de Marc Aureli en honor d'Antoní Pius i la seva filla Faustina.
El primer edifici de l’església cristiana principal, Santa Sofia, s’atribuieix de manera no documentada a l'arquitecte romà d'Orient Antemi de Tral·les, co-autor de Santa Sofia a Constantinoble. Aquesta primera basílica es va ensorrar per un terratrèmol vers el 620 dC. Fou reconstruïda i posteriorment reconvertida a mesquita durant l'època otomana. L'església de Sant Demetri (que també fou mesquita) és encara més gran i es creu que data del segle vii, però d'altres la situen al segle xiii.

## Clima
La ciutat té un clima mediterrani de tendència continental. La neu hi fa acte de presència esporàdicament durant l'hivern, però són excepcionals les grans nevades.
| Mes                        | Gen | Feb | Mar | Abr | Mai | Jun | Jul | Ago | Set | Oct | Nov | Des |
| -------------------------- | --- | --- | --- | --- | --- | --- | --- | --- | --- | --- | --- | --- |
| Temperatura màxima (°C)    | 9   | 10  | 13  | 18  | 23  | 28  | 31  | 30  | 26  | 21  | 14  | 10  |
| Temperatura mínima (°C)    | 1   | 2   | 5   | 7   | 12  | 16  | 18  | 18  | 15  | 11  | 6   | 2   |
| Precipitacions (mm)        | 40  | 38  | 43  | 35  | 43  | 30  | 22  | 20  | 27  | 45  | 58  | 50  |
| Rècord de temperatura (°C) | 20  | 22  | 25  | 31  | 36  | 39  | 42  | 39  | 36  | 32  | 27  | 26  |

## Personatges destacats
- Ciril i Metodi, missioners cristians, creadors de l'alfabet ciríl·lic
- Lleó de Tessalònica, filòsof romà d'Orient
- Mustafa Kemal Atatürk, primer president de Turquia
- Nazım Hikmet, poeta i dramaturg turc
- Christos Sartzetakis, president de la República Hel·lènica entre 1985 i 1990
- Irene de Tessalònica, santa cristiana.
- Isaac Carasso, industrial jueu d'origen sefardita
- Isidoro de Kíev, teòleg.
- Jacques Stroumsa, jueu conegut com el violinista d'Auschwitz
- Nicolau Cabasilas, teòleg i filòsof romà d'Orient
- Raphaël Salem, matemàtic sefardita